# كاساس دي ميرافيتي
بلدية كأساس دي ميرافيتي (بالإسبانية: Casas de Miravete)‏، هي بلدية تقع في مقاطعة قصرش والتي تقع في منطقة إكستريمادورا، غرب إسبانيا.
يبلغ عدد سكانها 194 نسمة وفقاً لإحصائية سنة (2002).